# Ophiomyia marquesana
Ophiomyia marquesana este o specie de muște din genul Ophiomyia, familia Agromyzidae. A fost descrisă pentru prima dată de Malloch în anul 1933. Conform Catalogue of Life specia Ophiomyia marquesana nu are subspecii cunoscute.